# Тімонсаарі
Тімонса́рі (рос. Тимонсари, фін. Timonsaari) — невеликий острів у Ладозькому озері. Належать до групи Західних Ладозьких шхер. Територіально належить до Лахденпохського району Карелії, Росія.
Витягнутий з північного заходу на південний схід. Довжина 4,6 км, ширина 2,3 км.
Острів розташований між затоками Папіннієменселькя з півдня та Якімварською з півночі, біля південних берегів острова Соролансарі. Вкритий лісами.